# Нор Ечміадзін

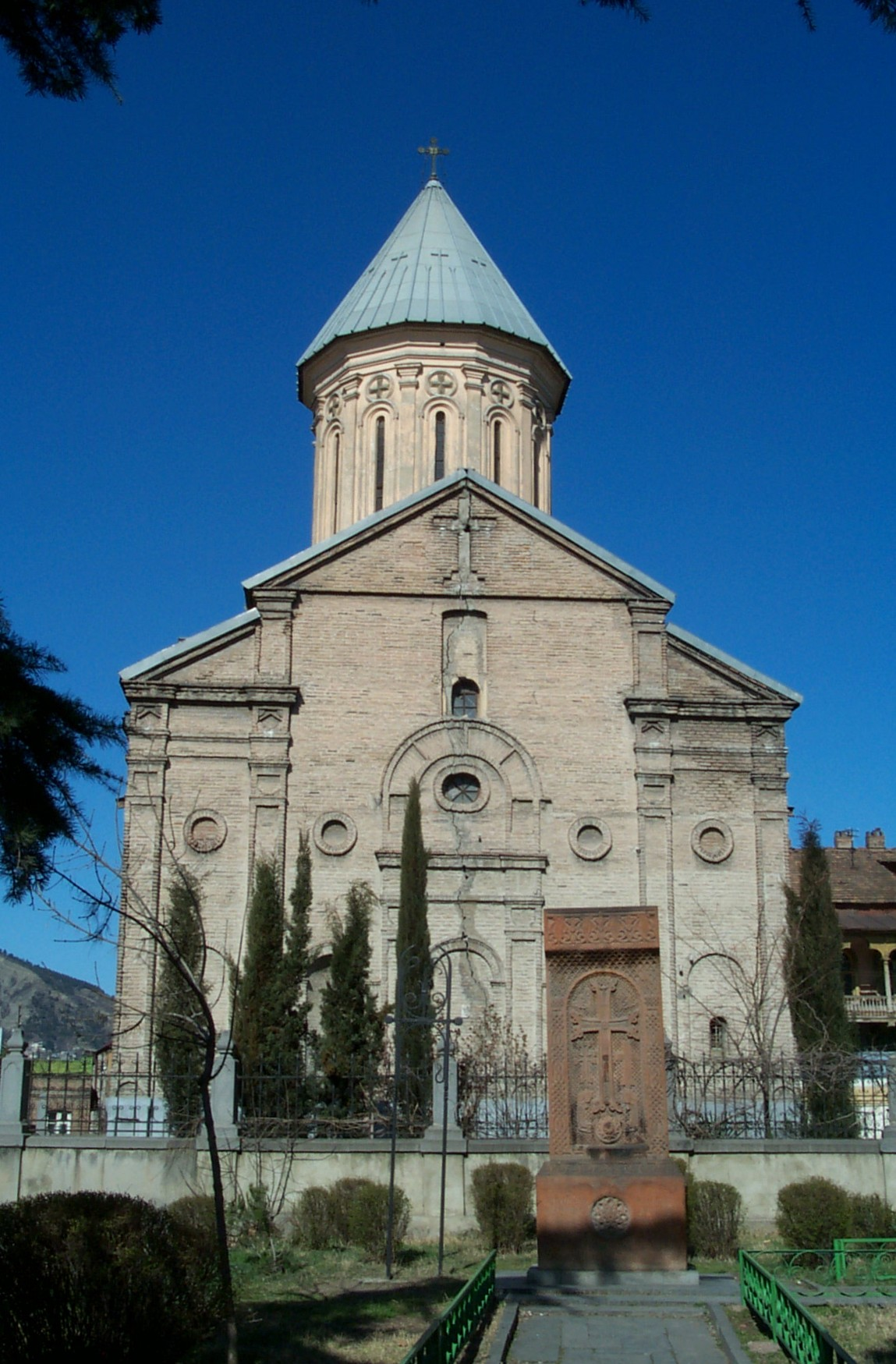
Вигляд церкви збоку

Нор Ечміадзін (вірм. Նոր Էջմիածին եկեղեցի, що означає «Новий Ечміадзін»), церква також відома як Ечміадзінська церква Сурб Геворг (вірм. Սուրբ Գեւորգ Էջմիածինյան եկեղեցի) або Церква Святого Георгія Ечміадзінців (вірм. Էջմիածինցիների Սուրբ Գեւորգ եկեղեցի) — храм Вірменської апостольської церкви в Тбілісі на вулиці Армазька, 18.

## Історія

### Заснування
За переказами церква була заснована вихідцями з міста Ечміадзін, за що і отримала свою назву — Нор Ечміадзін, тобто «Новий Ечміадзін».
Згідно з літературними джерелами споруду Нор Ечміадзіна слід відносити до кінця XVIII століття, однак інші джерела зберігають точну дату споруди. Так, у доповідній записи будівельника, а згодом і священика цієї церкви протоієрея Іоанна Мартиросова-Воскерчянца йдеться про насильницьке переселення близько 200 вірменських сімей з Ечміадзіна, під час якого відбулася битва переселенців біля річки Арпа з турками, які гнали їх у Османську імперію, і перехід в російське підданство в Лорі, після чого вони були поселені Циціановим і архієпископом Ованесом в Тифлісі. Велика їх частина була поселена в Авлабарі, а частина залишилася в Тапітахі. Згідно з цим ж записом протоієрея все це «мало місце в 1806 р., при католікосі мученику-патріарху всіх вірмен Данилі, коли ми (тобто ці переселенці з Ечміадзіна) не мали власної церкви». Запис датована 3 грудня 1815 р. Таким чином стає відомо, що початок будівництва було покладено в 1806 р. і закінчено до 1808—1809 рр.
Всі написи будівельного змісту в храмі відносяться до 1846 р. Мабуть, головним ініціатором зведення церкви був А. Таїрянц, знаменитий благодійник і піклувальник з Тифлісу.
Прийомний син Воскерчянца повідомляє, що церква була реконструйована через 20 років після смерті протоієрея Іоанна.

### Сучасність
З 2006 року йде реконструкція церкви на гроші аргентинської діаспори.

## Архітектура
За даними на 1837 р. церква мала маленьку дзвіницю і була без купола. Потім вона була капітально реконструйована і тоді до купола додали круглі підкупольні опори. Західний вхід церкви (всього їх три) веде в прямокутне приміщення, що виступає із загального плану будинку.

## Фотогалерея

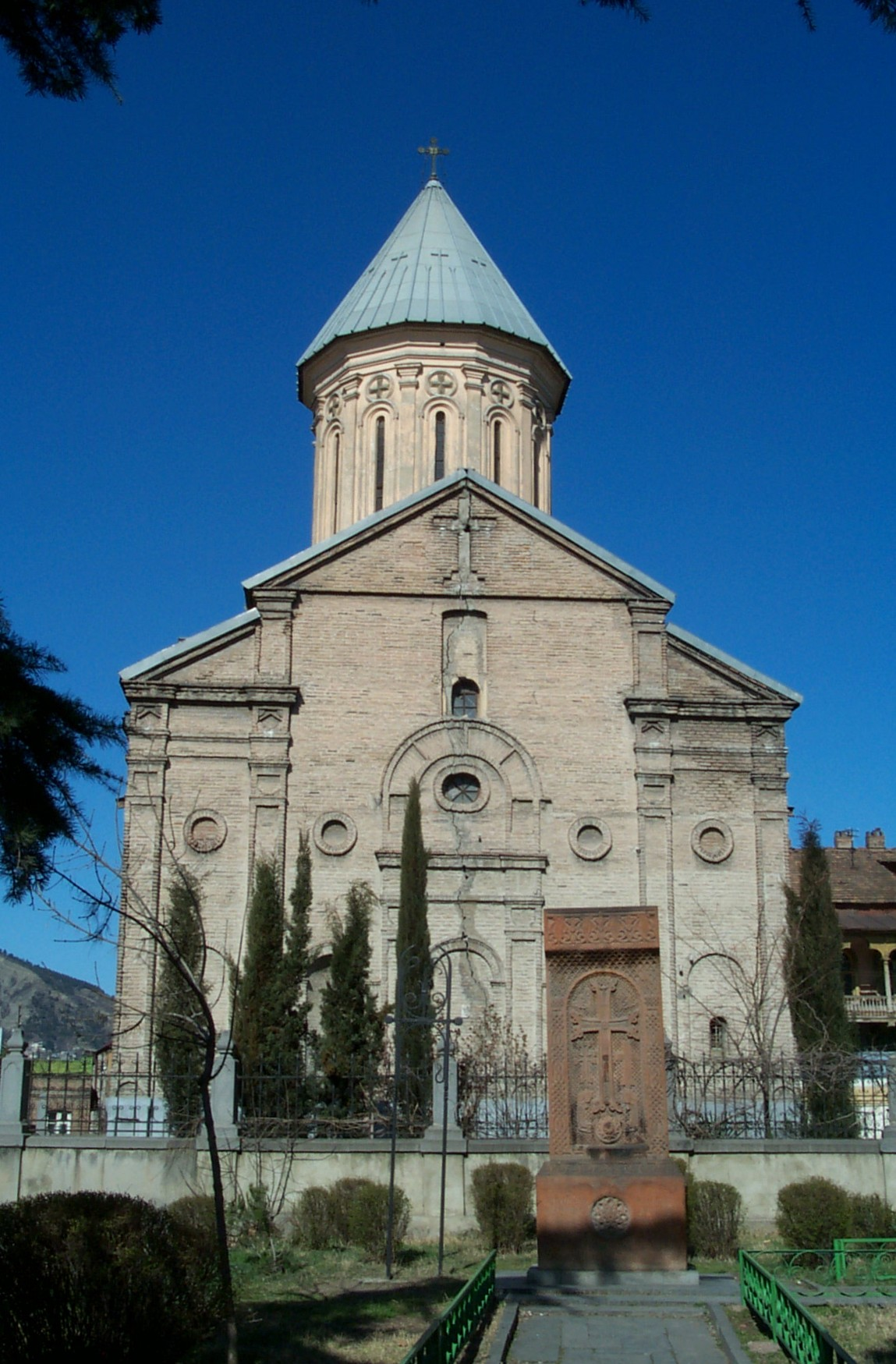
Фотографія зблизька
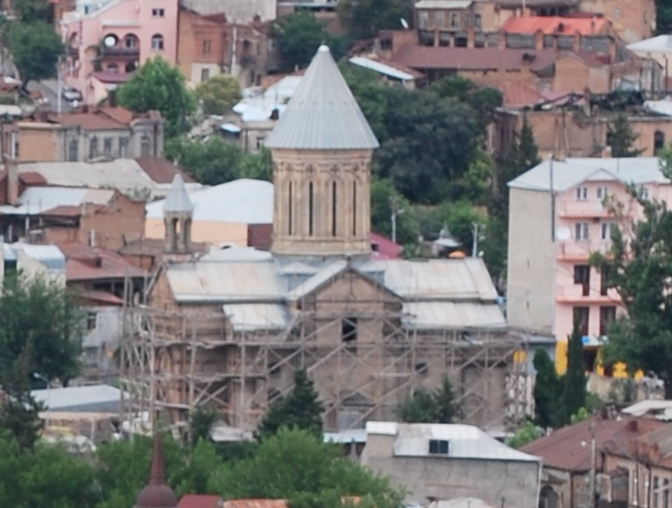
Вид церкви Ечміадзін в його сучасному стані з фортеці Нарікала
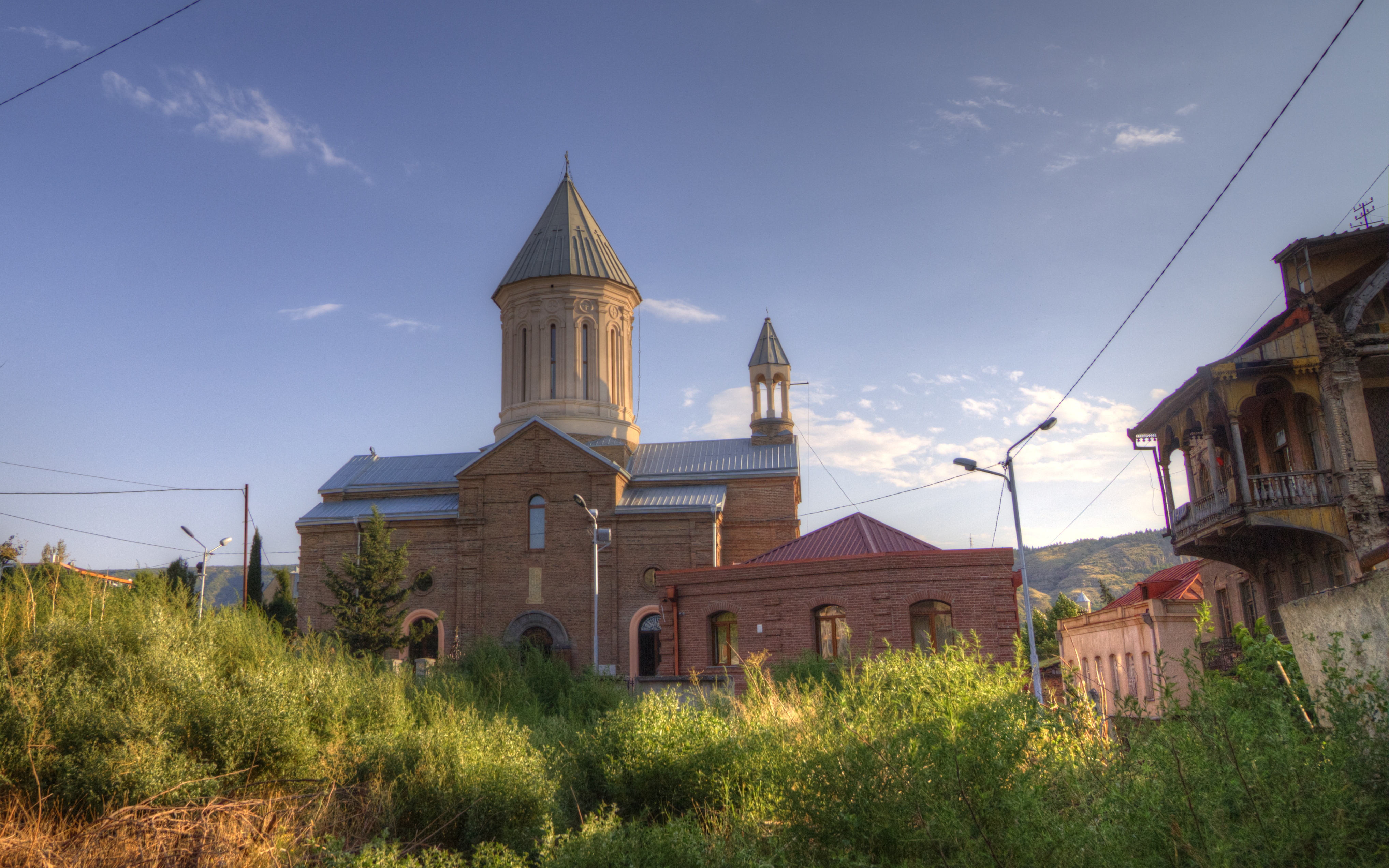
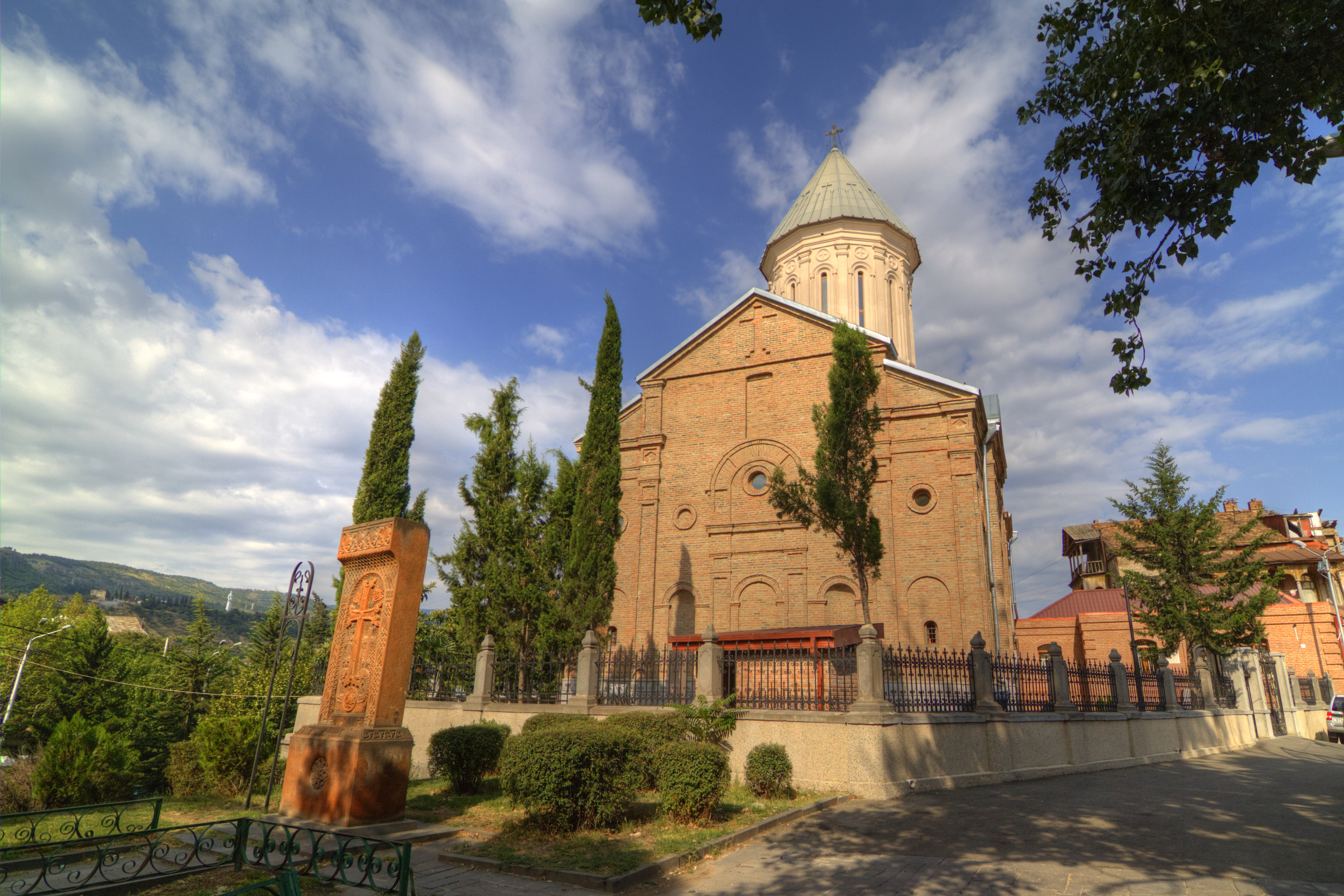
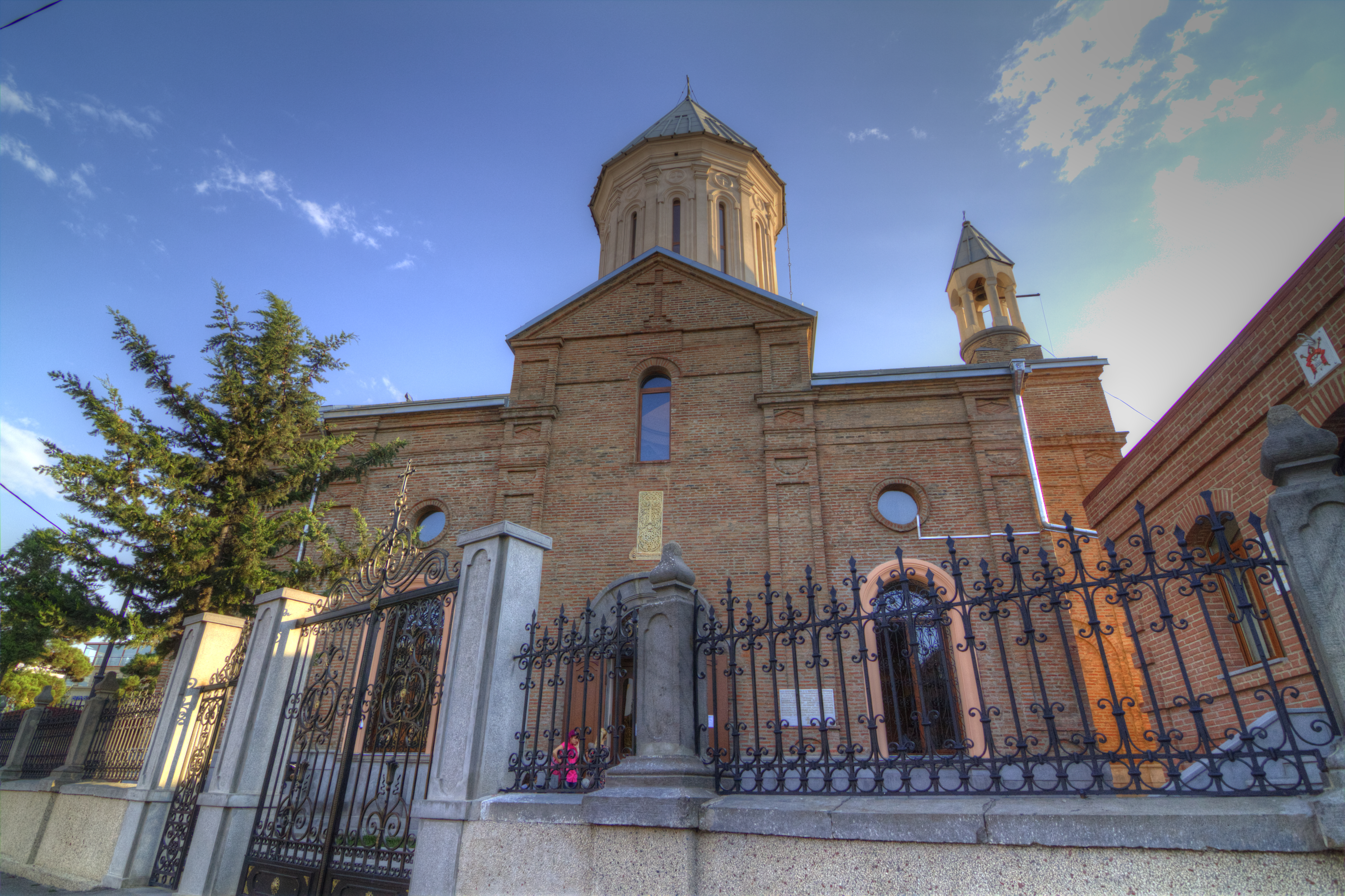
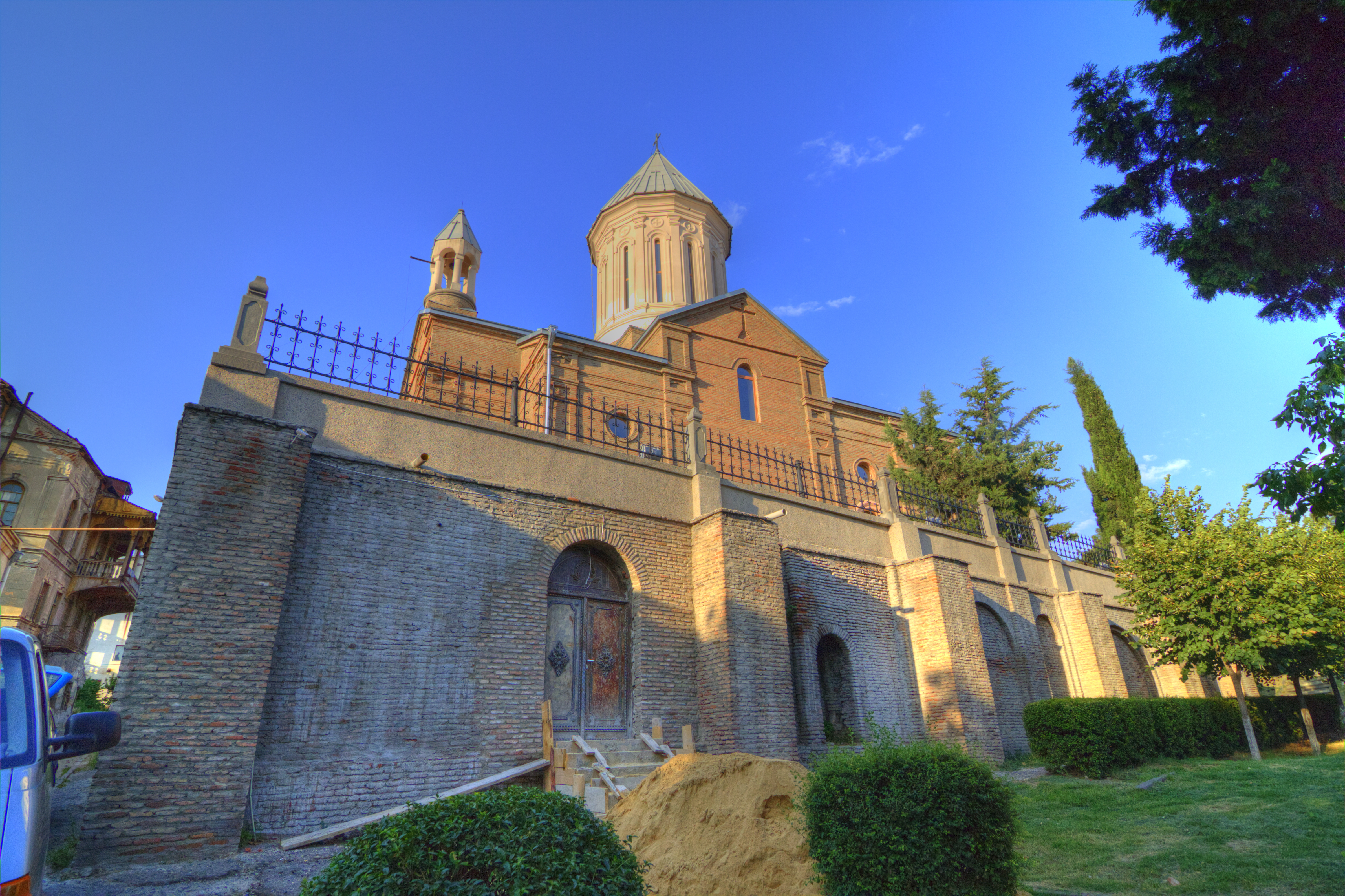
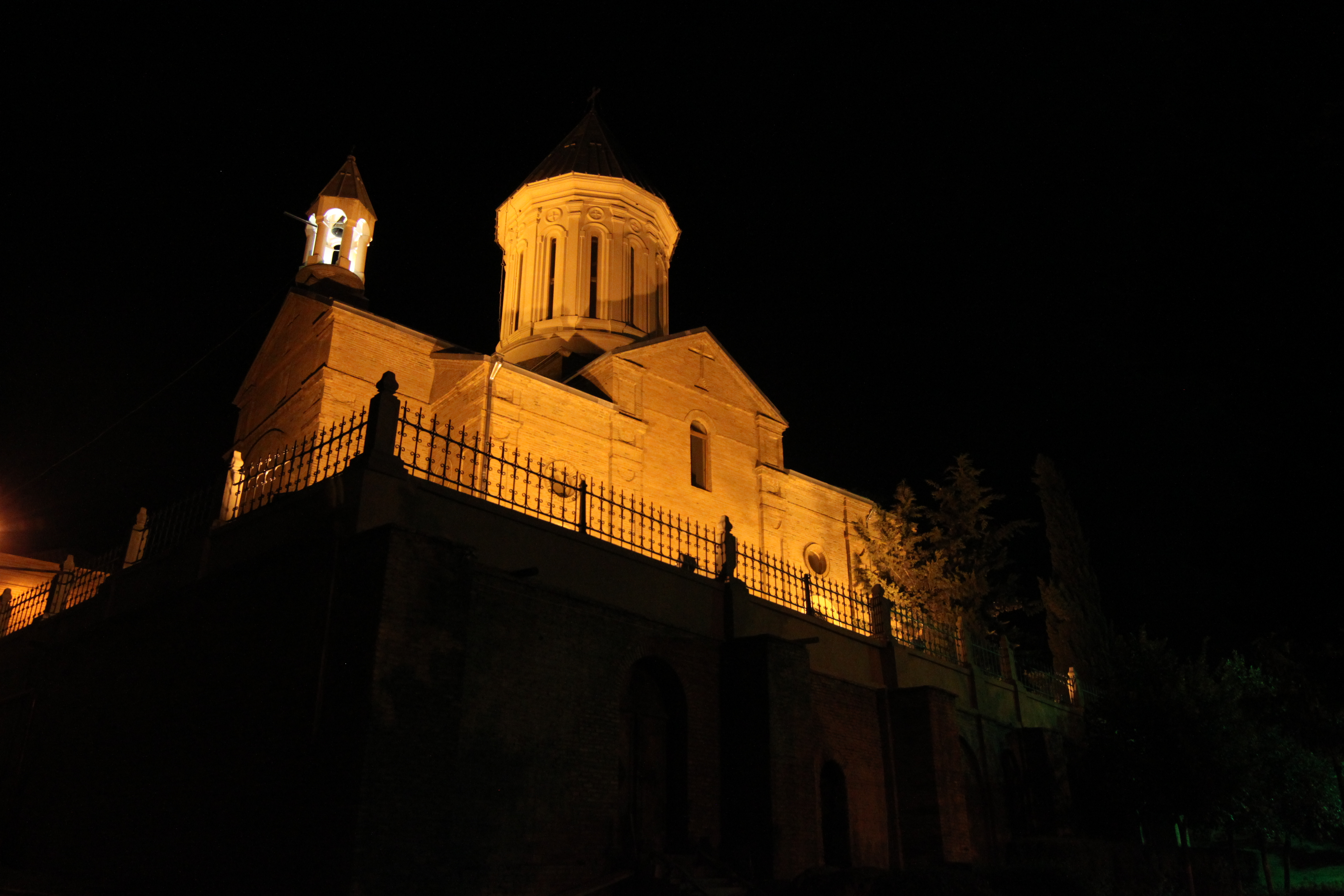
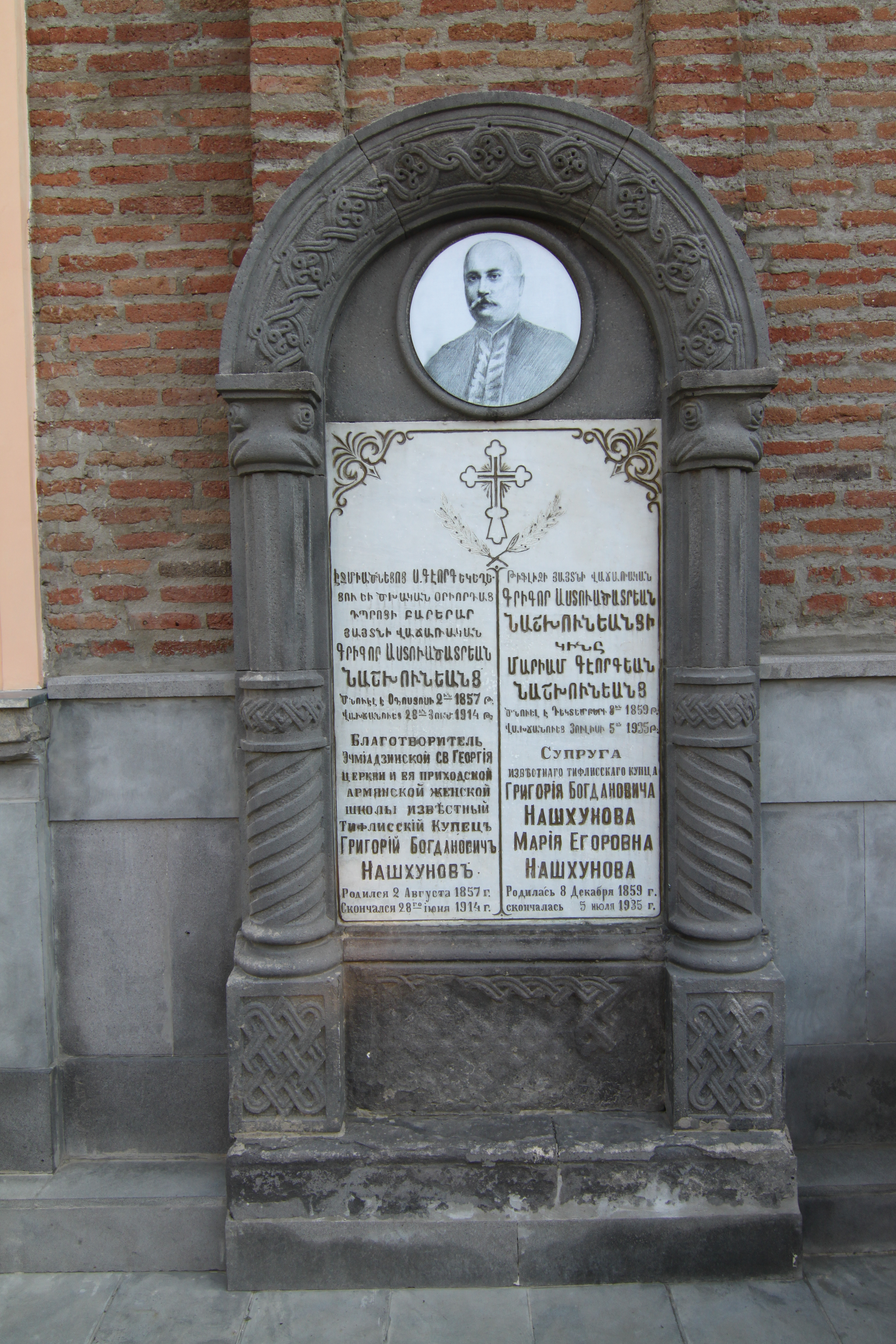
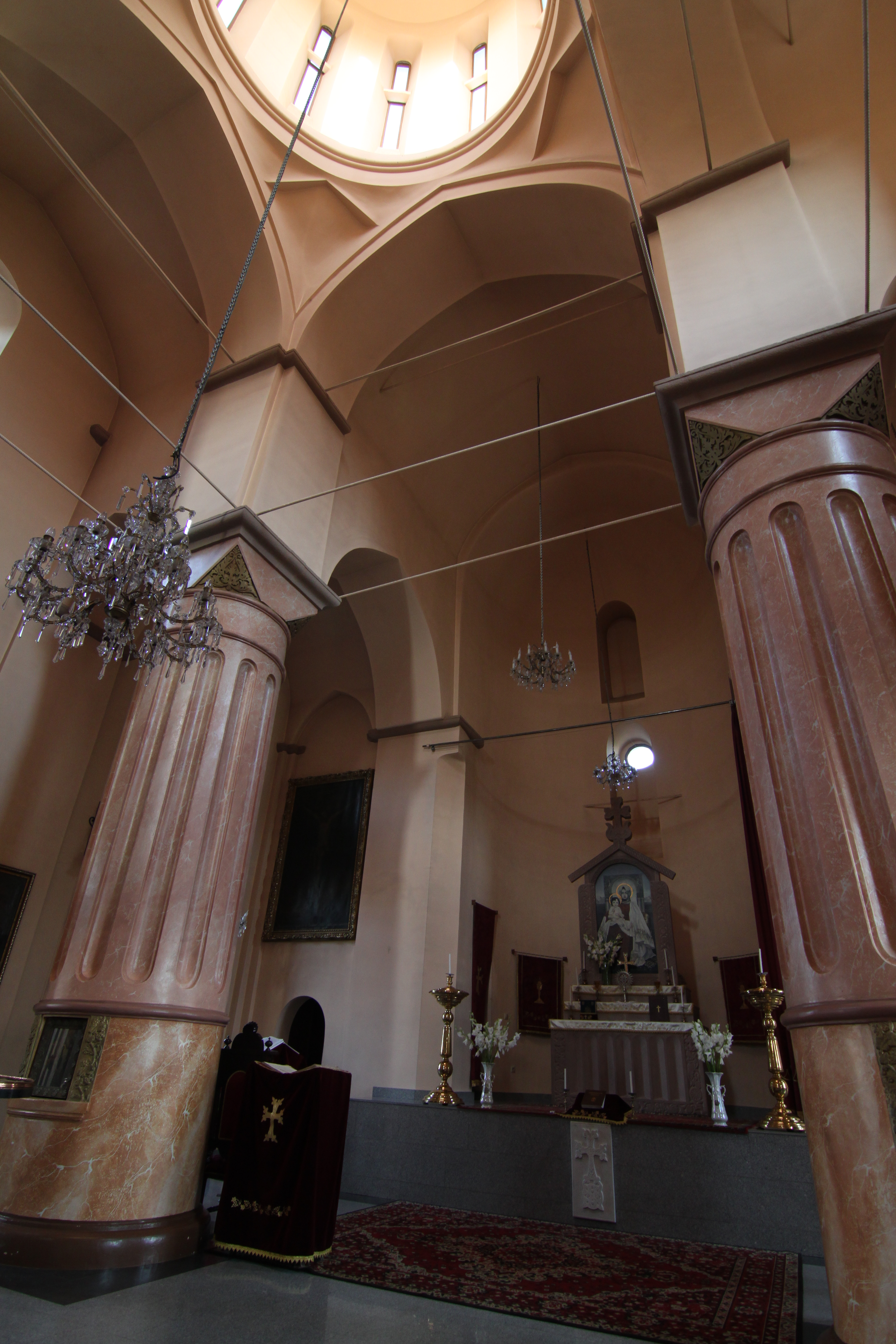
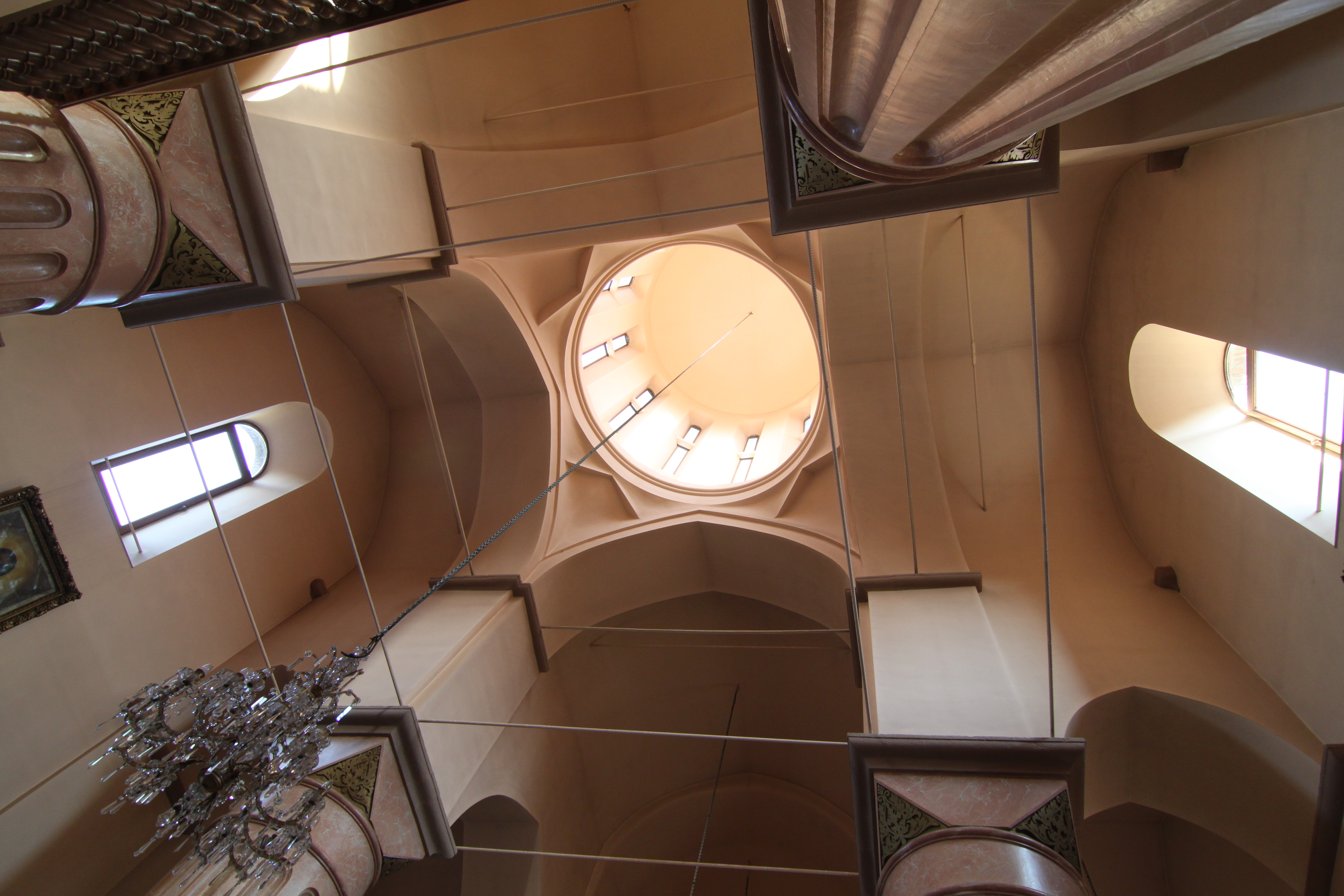
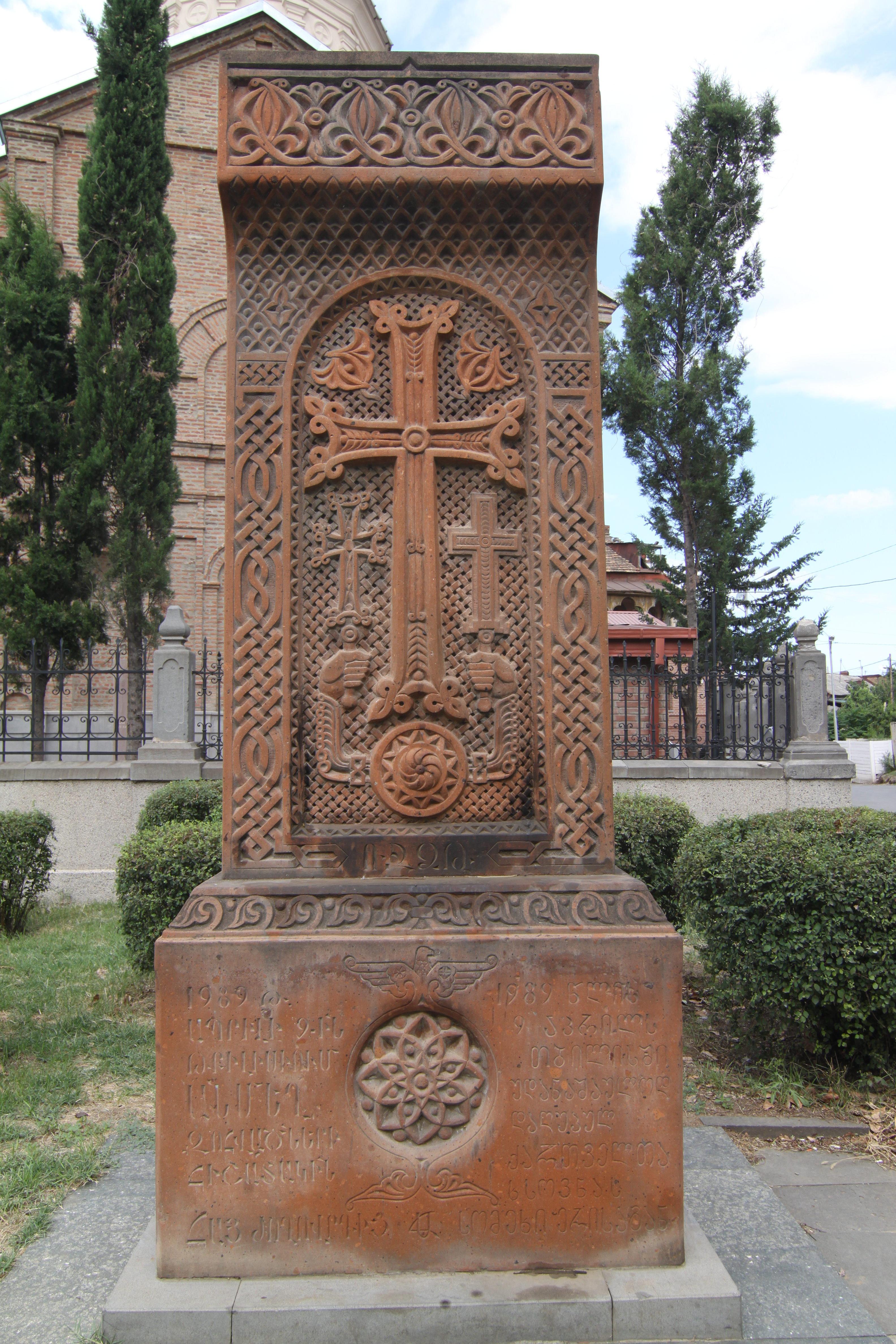
Хачкар
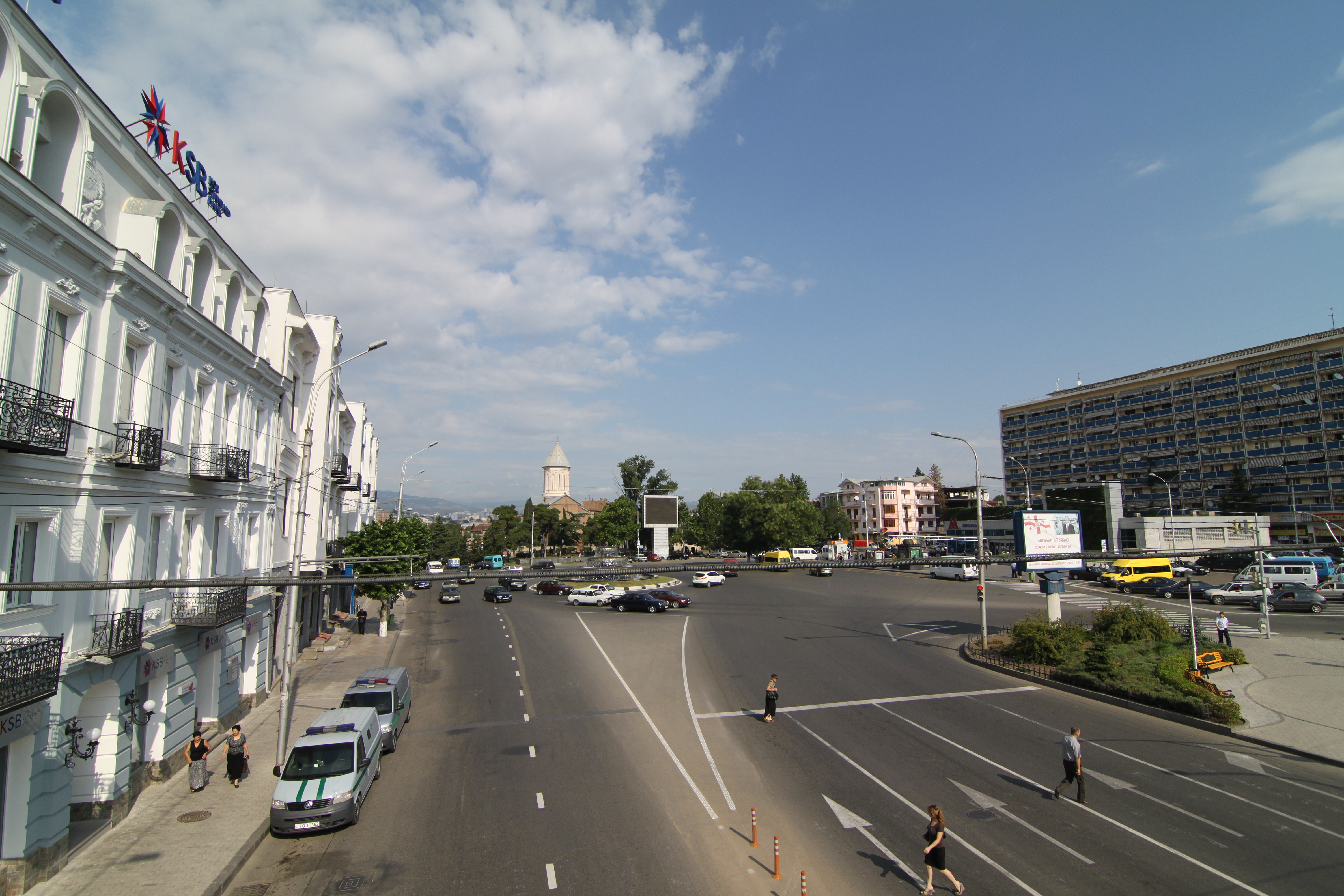
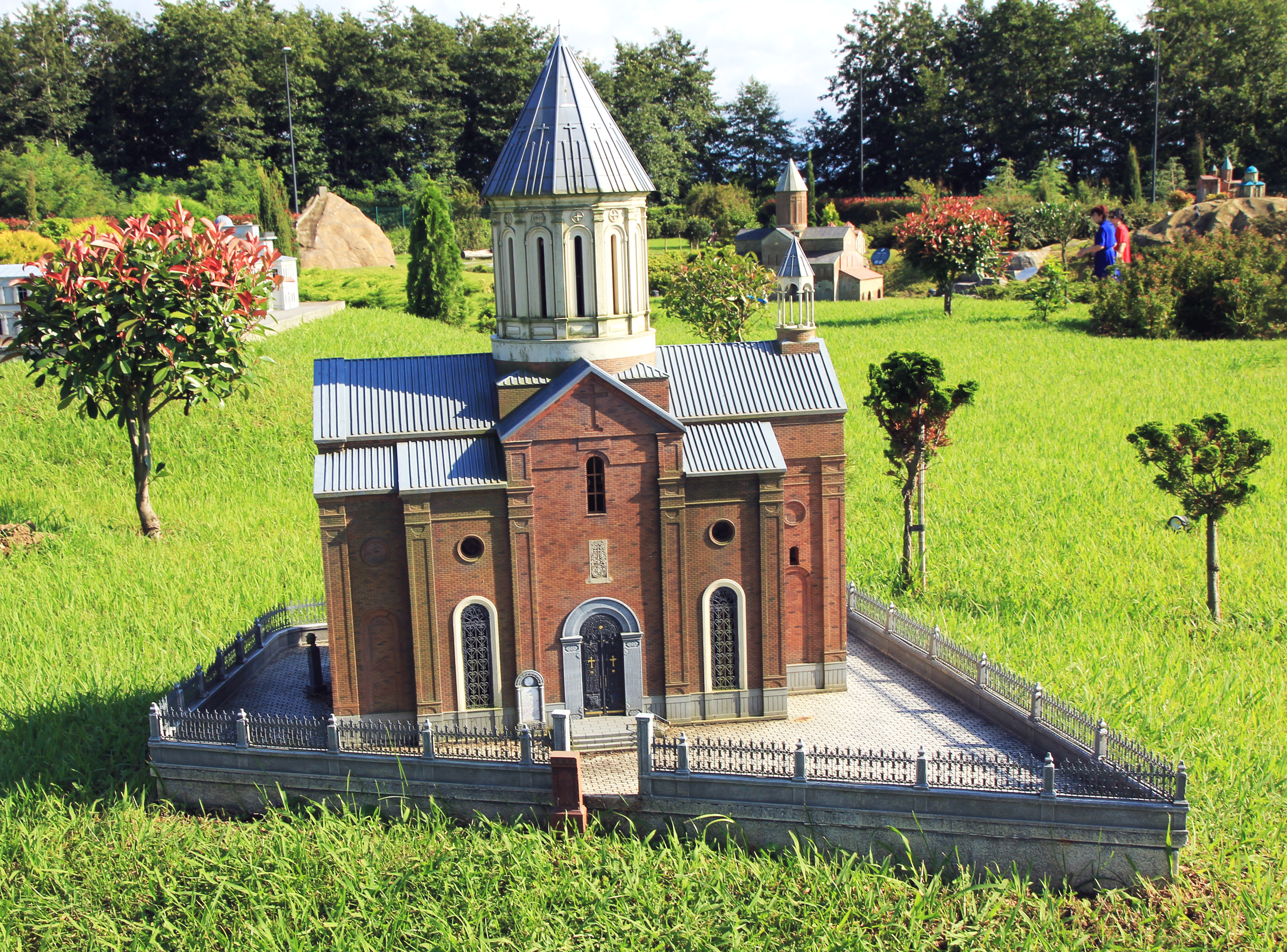

## Ресурси Інтернету
- Церква на сайті «Хайазг»
- Թբիլիսի Ս. Էջմիածին եկեղեցու վերանորոգման համար ծախսվելու է 1 մլն. ԱՄՆ դոլար[недоступне посилання з липня 2019] (вірм.)
- Церква на wikimapia.org